# Державний кордон Бутану

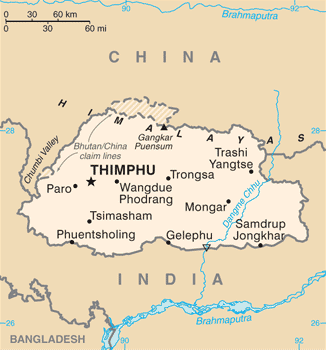
Карта Бутану

Державний кордон Бутану — державний кордон, лінія на поверхні Землі та вертикальна поверхня, що проходить по цій лінії, що визначають межі державного суверенітету Бутану над власними територією, водами, природними ресурсами в них і повітряним простором над ними.

## Сухопутний кордон
Загальна довжина кордону — 1136 км. Бутан межує з 2 державами. Уся територія країни суцільна, тобто анклавів чи ексклавів не існує.
Ділянки державного кордону
| Держава | Ділянка | Довжина (км) | Прикордонні регіони | Примітки |
| ------- | ------- | ------------ | ------------------- | -------- |
| КНР     | північ  | 477          |                     |          |
| Індія   | південь | 659          |                     |          |

Країна не має виходу до вод Світового океану.

## Спірні ділянки кордону
Бутан має спірні ділянки на кордоні з Китаєм.